# Bán D. András
Bán D. András (Zalaegerszeg, 1962. március 1. – Budapest, 2001. szeptember 27.) magyar történész, politológus. A Közép-Európa Intézet tudományos munkatársa volt. A Teleki László Alapítvány munkatársa volt.

## Életpályája
1985-ben diplomázott a Marx Károly Közgazdaságtudományi Egyetemen. Ezután Budapesten a Magyarságkutató Csoportnál tudományos segédmunkatárs volt.

## Művei
- Diplomataemlékeim, 1911-1945 (1994)
- Magyarok kisebbségben és szórványban (1995)
- Magyarország és a nagyhatalmak a 20. században (1995)
- Pax Britannica - Brit külügyi iratok a második világháború utáni Kelet-Közép-Európáról 1942-1943 (1996-1997)
- Integrációs törekvések Közép- és Kelet-Európában a 19-20. században (1997)
- Illúziók és csalódások (Nagy-Britannia és Magyarország 1938-1941) (1998)
- Regio - Kisebbség, Politika, Társadalom 1999/2 (1999)
- Az Andrássy úttól a Park Avenue-ig (1999)
- A híd túlsó oldalán - Tanulmányok Kelet-Közép-Európáról (2000)
- Hungarian - British diplomacy, 1938-1941 (2004)[7]